# Guttorm da Noruega
Guttorm Sigurdsson (em nórdico antigo Guthormr Sigurðarson) (1199 - 11 de agosto de 1204) foi Rei da Noruega por alguns meses de 1204. Era filho de Sigurd Lavard e neto do rei Sverre.
Guttorm foi nomeado em Nidaros rei do grupo birkebeiner, que controlava o país, na primeira metade de 1204, depois da morte do seu tio, o rei Haakon III, que aparentemente não tinha descendentes. Sendo Guttorm uma criança de só quatro anos, o verdadeiro líder dos birkebeiner foi Haakon, o Louco, comandante do exército e tutor do rei.
Ao mesmo tempo, levantou-se novamente as armas do grupo bagler, inimigo do partido Birkebeiner sob a liderança de Erling Steinvegg.
Guttorm adoeceu repentinamente em agosto de 1204 e no dia 11 do mesmo mês, veio a falecer com 4 ou 5 anos de idade. Foi sepultado na Catedral de Nidaros.